# Erftmühle

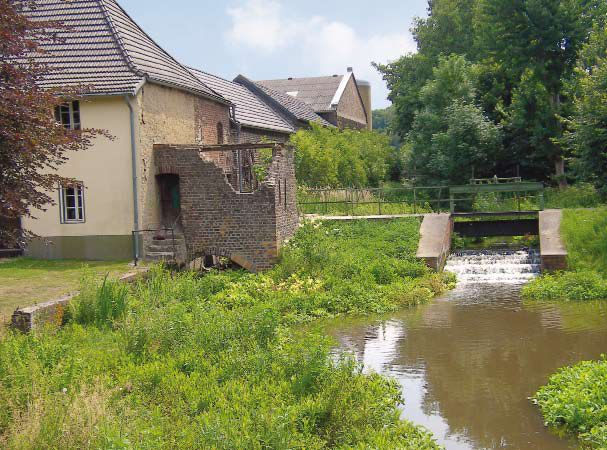
Erftmühle im Bergheimer Stadtteil Quadrath-Ichendorf

Die Erftmühle, ursprünglich Pliesmühle genannt, ist heute ein Gestüt für Vollblutpferde. Das denkmalgeschützte, historisch wertvolle Bauwerk befindet sich auf der Sandstraße in Quadrath-Ichendorf in der Kreisstadt Bergheim im Rhein-Erft-Kreis gelegen.

## Architektur

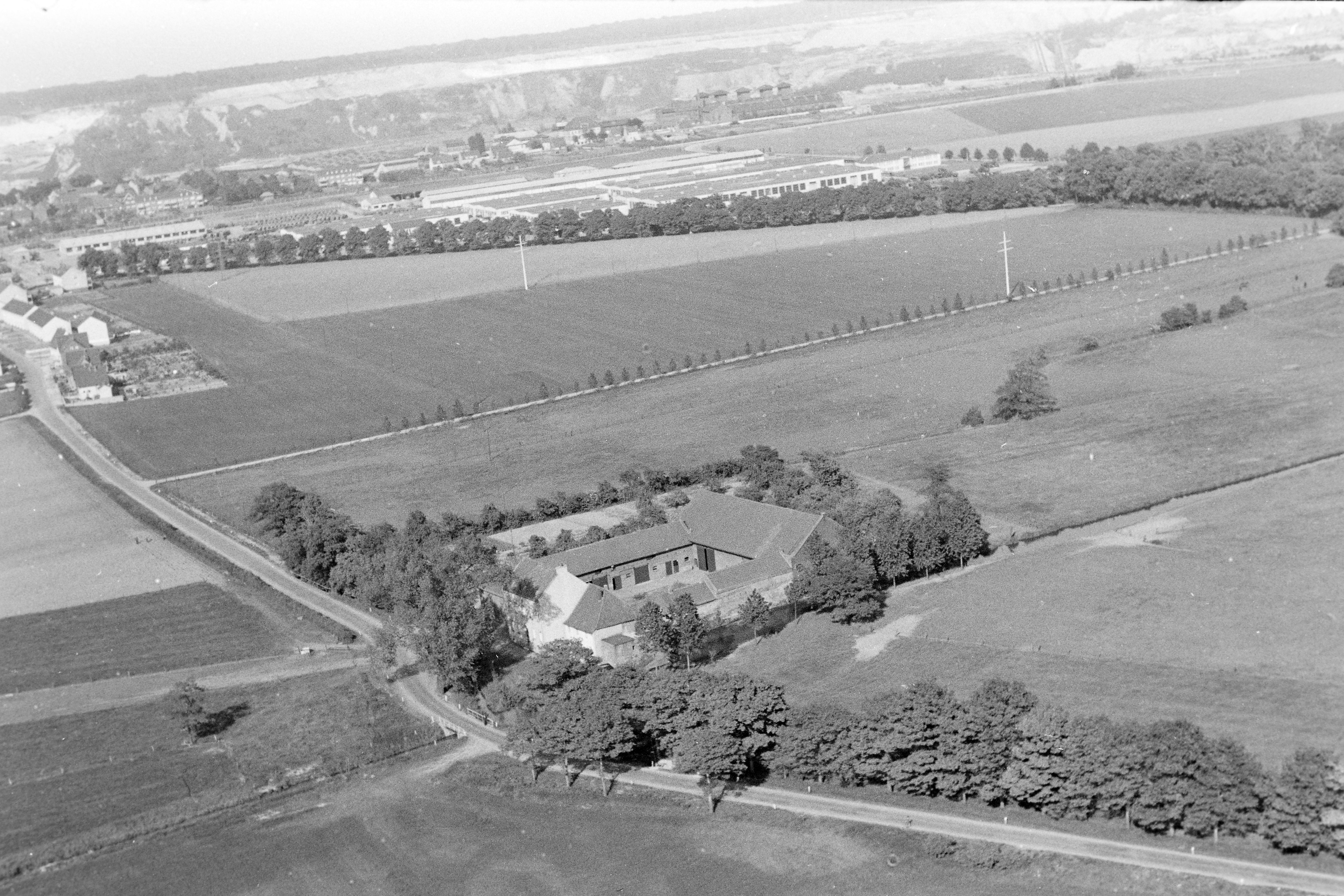
Pliesmühle an der Sandstraße in Quadrath-Ichendorf, 1957

Das eigentliche Mühlengebäude an der Erft ist zweigeschossig und besitzt ein Walmdach. Es wurde im 18. Jahrhundert erbaut. Das daran angrenzende gründerzeitliche Wohnhaus besteht aus verputztem Backstein und wurde 1887 errichtet. 
Die Pliesmühle ist mit der Denkmalnummer 16 als Denkmal in die Liste der Baudenkmäler in Quadrath-Ichendorf eingetragen. Die Beschreibung lautet:
Das Objekt ist ein Mühlengebäude, im Kern auf das 17. Jahrhundert zurückgehend, Ende des 19. Jahrhunderts zu einem Hof erweitert. Sie war ursprünglich die Mühle von Schloß Frens. Das Mahlwerk blieb in Teilen erhalten. Das Haupthaus ist ein zweistöckiger, frontseitig verputzter Backsteinbau aus 5 Achsen. Wappen mit Jahreszahl 1887 über dem Obergeschoss der dritten Achse. Der Keller ist durchgehend mit preußischen Kappengewölben versehen.

## Geschichte
Die Pliesmühle wird erstmals erwähnt in einer Chronik, deren Angaben sich in die Jahre 1187 bis 1196 datieren lassen. Das Anwesen gehörte der Abtei Brauweiler. Unter dem Namen Pliesmühle erscheint sie erstmals 1525. 
Als „Pleißmühlen“ werden Mühlen bezeichnet, die auch zum Schleifen und Polieren von Waffen und Harnischen verwendet wurden. 1595 erwarb die Familie Raitz von Frentz auf Schloss Frens die Mühle von der Abtei Brauweiler. Die Mühle wurde von der Adelsfamilie verpachtet. Bei der Volkszählung 1799 lebte auf der Pliesmühle der Müller Theodor Koenen mit seiner Familie. 1837 hatte die Pliesmühle einen Mahlgang, zwei Ölpressen und zwei unterschlägige Wasserräder.
Um 1950 wurde der Mühlenbetrieb eingestellt. 

## Vollblutgestüt Erftmühle
Seit der Mitte der 1980er Jahre beherbergt die Erftmühle ein Vollblutgestüt. Zu dem Gestüt gehören 40 ha Weideland.  Dort werden seitdem Englische Vollblüter gezüchtet und aufgezogen. Außerdem wird Auktionsvorbereitung angeboten. Torquator Tasso, der 2021 den Prix de l’Arc de Triomphe gewann, wurde in der Erftmühle aufgezogen.